# ノース・リバー
株式会社ノース・リバーは、東京都渋谷区にある株式会社である。KeyHolderの完全子会社。

## 概要
ソニー・ミュージックレーベルズと折半出資している乃木坂46合同会社は、アイドルグループ乃木坂46の運営、所属メンバーのマネジメント等を行っており、ノース・リバー代表取締役社長の北川謙二が、職務執行者を務めている。
同社の株式は、2019年11月時点において、秋元康、京楽産業.、AKS、秋元伸介（秋元康の実弟）が保有していたが、2020年8月、KeyHolderが全株式を取得し、同社の完全子会社となった（詳しくは後述）。完全子会社化により、KeyHolderは、同社を通じて乃木坂46の運営に参画することとなった。
芸能界向けに車両事業を手がけていたが、2021年10月1日、新設分割により車両事業を株式会社エーカンパニーに承継させた。
2023年11月、乃木坂46とコラボしたゲームアプリ『乃木恋』等の開発を行う株式会社10ANTZを子会社化。筆頭株主として議決権ベースで51.0%の株式を保有している。

## KeyHolderによる完全子会社化の経緯

### 2019年11月30日時点での株主構成
2019年11月30日時点での株主構成は、以下の通りである。北川は株式を保有していない。なお、発行済株式総数は200株である。
| 株主      | 株式数 | 比率 |
| --------- | ------ | ---- |
| 秋元康    | 90株   | 45%  |
| 京楽産業. | 70株   | 35%  |
| AKS       | 30株   | 15%  |
| 秋元伸介  | 10株   | 5%   |

### 基本合意書の締結と株式の取得
- 2020年5月14日、KeyHolderはノース・リバーの全株式取得に向け、基本合意書を締結したことを発表した。ただし、株式取得の具体的な内容および方法等については、引き続き既存株主との間で協議のうえ、決定する予定とした[6]。
- 2020年6月9日、Vernalossam（旧・AKS）が保有する全株式（30株）を9億円（1株あたり3000万円）で取得する株式譲渡契約を締結。他の既存株主が保有する株式については、同年7月1日の全株式取得を予定とし、引き続き交渉を継続するとした[7]。
- 2020年6月30日、京楽産業.が保有する全株式（70株）を21億円（1株あたり3000万円）で取得する株式譲渡契約を締結。秋元康および秋元伸介が保有する残りの株式については、引き続き交渉と調整を図るとし、全株式取得は当初予定の7月1日よりずれ込む見通しとなった[8]。
- 2020年8月12日、秋元康と秋元伸介が保有する全株式（100株）のうち、90株をKeyHolderが、10株をKey Holderの子会社であるFA Projectが取得する旨の株式譲渡を締結。譲渡総額は70億円となり、1株あたりの譲渡金額は7000万円であった。KeyHolderは、同数の株式を京楽産業.とAKSより30億円で取得しており、今回の譲渡においてはそれらに比べ約2.3倍の費用を要したことになる。なお、FA Projectは、2019年12月31日時点で、秋元康が21.0%、秋元伸介が6.0%、秋元伸介が代表を務めるY&N Brothersが6.0%の株式を保有していた[9]。